# Heiligste Dreifaltigkeit (Lisberg)

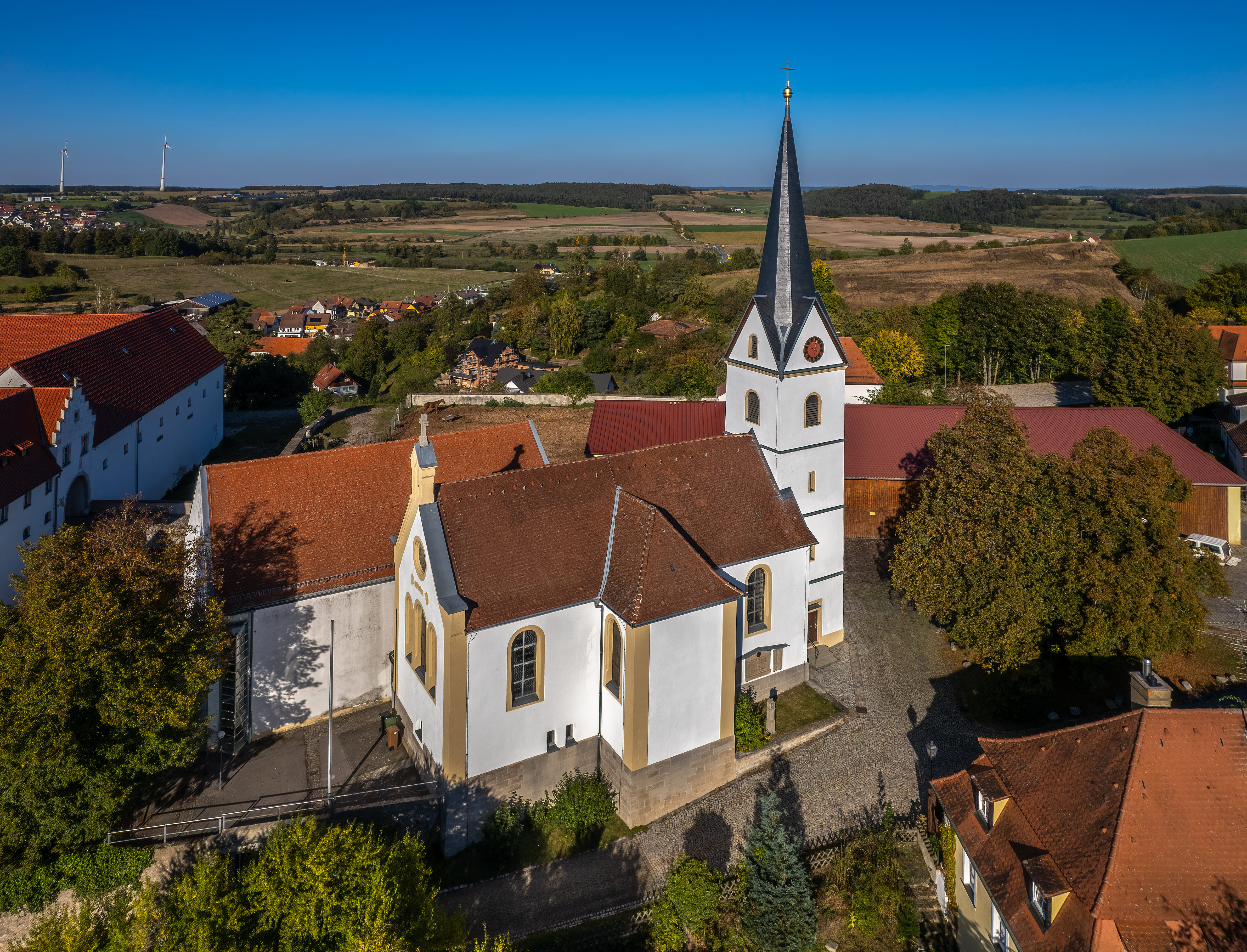
Heiligste Dreifaltigkeit in Lisberg

Die römisch-katholische, denkmalgeschützte alte Pfarrkirche Heiligste Dreifaltigkeit steht in Lisberg, einer Gemeinde im Landkreis Bamberg (Oberfranken, Bayern). Das Bauwerk ist unter der Denkmalnummer D-4-71-154-7 als Baudenkmal in der Bayerischen Denkmalliste eingetragen. Benachbart im Norden steht der 1983–84 gebaute Neubau. Die Pfarrei gehört zum Seelsorgebereich Main-Aurach im Dekanat Bamberg des Erzbistums Bamberg.

## Beschreibung der alten Pfarrkirche
Die Saalkirche wurde 1717 erbaut. Ihr mit einem achtseitigen, schiefergedeckten, spitzen Helm bedeckter Chorturm im Osten beherbergt in seinem vierten Geschoss hinter den Klangarkaden den Glockenstuhl. Im Bereich seiner Giebel befindet sich die Turmuhr. 1866 wurde die Kirche neugotisch umgestaltet. Das mit einem Satteldach bedeckte Langhaus wurde nach Westen verlängert und nach Süden wurde an das Langhaus ein Querarm angebaut.